# Archiv der Münchner Arbeiterbewegung

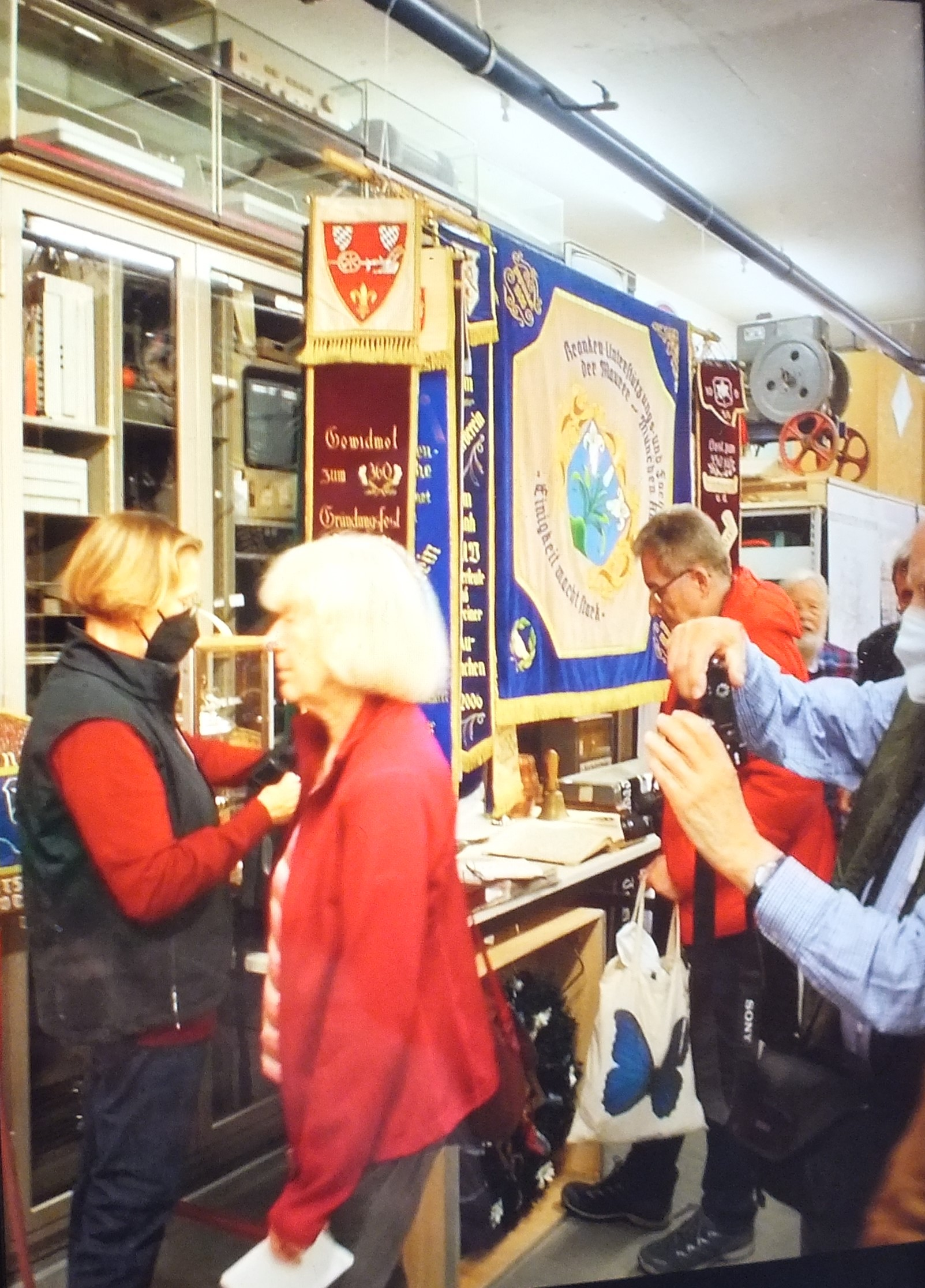
Besucher im Archiv 2022

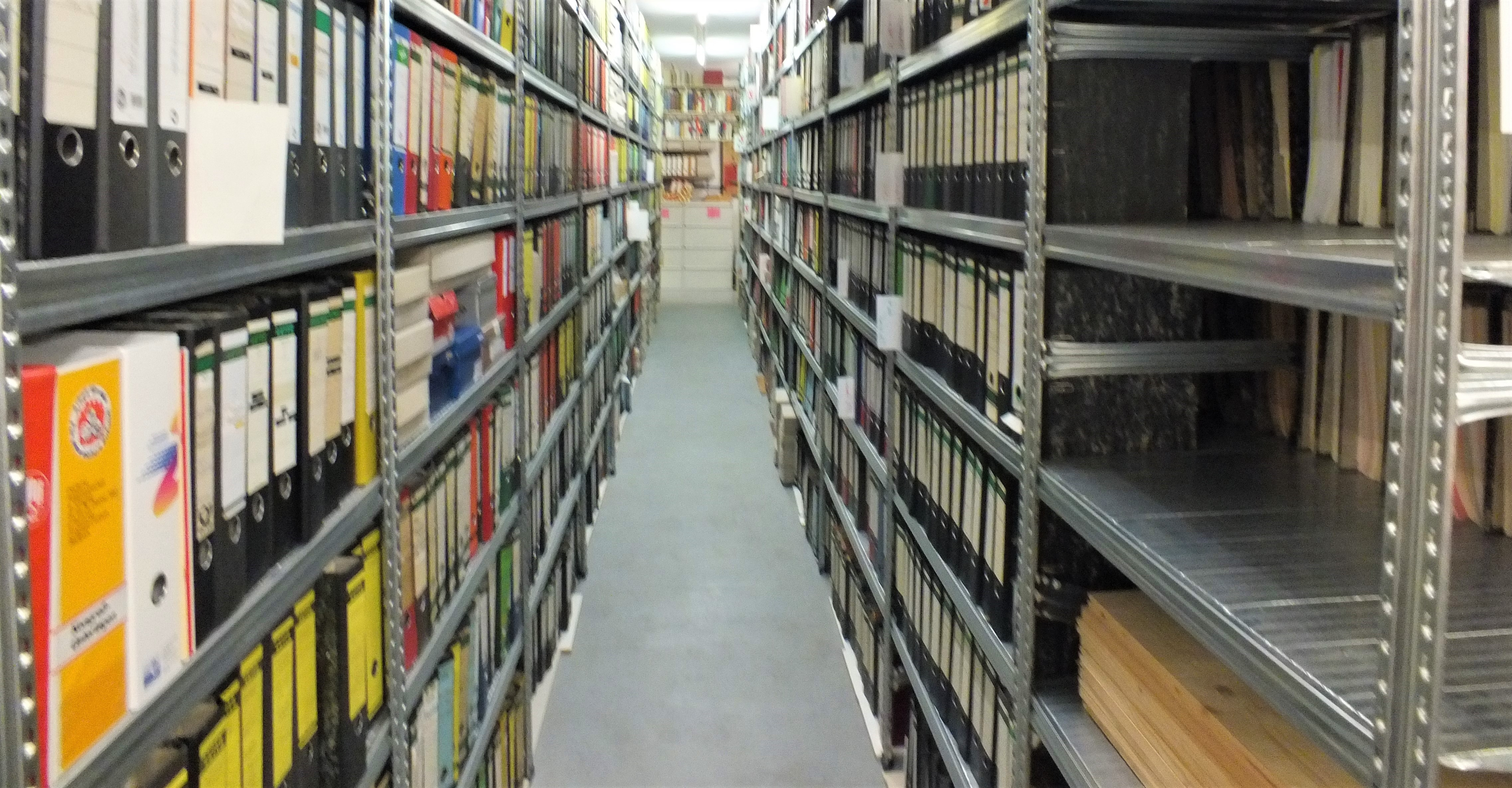
Die Sammlung im Archiv der Münchner Arbeiterbewegung 2022

Das Archiv der Münchner Arbeiterbewegung e.V. sammelt Zeugnisse und Dokumente aus dem Alltag arbeitender Menschen, der Arbeiterbewegung, den neuen sozialen Bewegungen und der Industriekultur in München. Wichtige Ziele sind dabei,
- die Geschichte der arbeitenden Menschen und ihrer Organisationen vor dem Vergessen zu bewahren.
- Zeitzeugnisse und Dokumente vor Verfall und Vernichtung zu schützen, zu erhalten und zu archivieren.
- die Archivbestände durch Ausstellungen, Vorträge und Publikationen der Öffentlichkeit zugänglich zu machen.

In Veranstaltungen und Veröffentlichungen sucht das Archiv die kritische Auseinandersetzung mit Geschichte und Gegenwart. Der Blick auf die Arbeiterbewegung beschränkt sich deshalb nicht nur auf Organisations- und Parteiengeschichte, sondern bezieht auch die Sozial- und Alltagsgeschichte mit ein.
Im Jahr 2010 erhielt das Archiv den vollständigen Bestand des „Archiv 451“. Dabei handelte es sich um sämtliche Publikationsaktivitäten des ehemaligen Trikont-Verlages.
2024 erhielt das Archiv den GAG-Preis für Industriekultur der Georg-Agricola-Gesellschaft (GAG) für seine Kalender, die sich in München mit dem Abriss und dem Bewahren von Industriedenkmäler beschäftigen.

## Gründungsgeschichte und Aufgaben
Das Archiv der Münchner Arbeiterbewegung e.V. wurde 1987 gegründet, einer der Mitgründer war Albert Lörcher. 2022 hatte der Verein rund 150 Mitglieder. Den Anstoß dazu gab die Ausstellung „Empor zum Licht - Arbeitersänger und Arbeitersportler in München vor 1933“, veranstaltet vom Kulturreferat der Landeshauptstadt München und vom DGB-Kreis München.
Seither übernimmt das Archiv die Aufgabe der Sicherung, Archivierung und Präsentation einer über 150-jährigen Sozialgeschichte der arbeitenden Menschen und ihrer Organisationen. In Briefen, Dokumenten, Lebenserinnerungen, Fotografien und Alltagsobjekten wird die Geschichte der „einfachen Leute“ in München dokumentiert und somit werden auch wichtige Aspekte der Stadt- und Regionalgeschichte beleuchtet. Die Sammlung, Aufbereitung und Katalogisierung erschließt die Archivbestände zudem der wissenschaftlichen Forschung. Die Lebensgeschichte von 200 Zeitzeugen wurde mit Video aufgenommen; seit 2009 werden die Akten des Münchner Rechtsanwalts Konrad „Konni“ Kittl zur Wiedergutmachung von Verfolgten ausgewertet, der in den 1950er und 1960er Jahren etwa 1500 Entschädigungsverfahren durchführte. Seit 2018 werden jährlich Kalender unter dem Titel „Industriekultur in München – Zwischen Abriss und Bewahren“ herausgegeben, um das Bewusstsein für historische Gebäude zu wecken.
Langfristiges Ziel ist hierbei die Gründung eines Museum der Arbeit in München. Unterstützt wird das Archiv in seiner Arbeit vom Kulturreferat der Landeshauptstadt München.
1. Vorsitzende ist Simone Burger, Vorsitzende des DGB München, 2. Vorsitzender Ludwig Eiber. Langjährige Vorsitzende war Ingelore Pilwousek. Das Archiv hat drei hauptamtlich Beschäftigte in Teilzeit und wird durch Ehrenamtliche unterstützt. In der Ebenböckstr. 11 in Pasing befindet sich die Geschäftsstelle des Archivs und eine kleine Ausstellung, das Archivdepot ist in der Haderunstraße in Großhadern untergebracht.

## Ausstellungen
- „Freundliche Grüße und Shalom!“ Gewerkschaftlicher Austausch zwischen dem DGB-Landesbezirk Bayern und der israelischen Histadrut Region Negev/Beer Sheva (Israel-Reise)[7]
- Arbeiterbewegung und Erster Weltkrieg (Eröffnung Gasteig München, Druck-Fahnen)[8]
- Hosgeldiniz: Türkische Kolleginnen und Kollegen: 50 Jahre Anwerbeabkommen mit der Türkei[9]
- Revolution in München: Alltag und Erinnerung (Katalog)[10]
- Fotoausstellung zur Geschichte des Gewerkschaftshauses München: „Heinz Riederer – Henri Maison. Fotografien“[11]
- Getrennt und vereint. Die Münchner Arbeiterbewegung im Kampf um die Republik 1919–1922[12]

## Bestände
- Archiv 451 des Trikont-Verlages von Christine Dombrowsky mit Blatt-Beständen
- AG Sozialpolitischer Arbeitskreis Büro München und AG SPAK Verlag Publikationen und Arbeitsmaterialien Neue Soziale Bewegungen
- Geschichte der Arbeiterbewegung und Gewerkschaften in München
- Protokolle, Aktenbestände und Materialsammlungen von Gewerkschaften
- Flugblätter, Druckschriften, Plakate, Zeitschriften und Fotosammlungen von Parteien
- Materialien von Kulturorganisationen der Arbeiterbewegung
- Materialien der Frauenbewegung
- Nachlass- bzw. Vorlass-Splitter und persönliche Sammlungen, so etwa von Wilhelm Hoegner und Ingelore Pilwousek
- Zeitzeugeninterviews
- Konvolute zu Arbeits- und Lebensbedingungen
- Einzelsammlungen mit Gegenständen, Büchern, Druckschriften, Zeitschriften, Postkarten und Flugblättern (im Aufbau)

## Veröffentlichungen
- Otto Graf, Wolfgang Graf (Vorw.), Günther Gerstenberg (Anm.): Die erste kommunistische Landtags-Rede in Bayern – gehalten am 22. Juli 1920 von Otto Graf. Archiv der Münchner Arbeiterbewegung, München 2000, DNB 978780787.
- Arbeitskreis Industriekultur im Archiv der Münchner Arbeiterbewegung (Hrsg.): Industriekultur in München. Zwischen Abriss und Bewahren. Franz Schiermier Verlag, München 2021, ISBN 978-3-948974-13-8.

### Ausstellungskataloge, -broschüren
- Günther Gerstenberg, Paul Gaedtke: Das alte Gewerkschaftshaus in der Pestalozzistr. 40–42 Ein Kapitel aus der politischen und kulturellen Geschichte Münchens. Broschüre zur gleichnamigen Ausstellung. Archiv der Münchner Arbeiterbewegung, München 1989, OCLC 914867071.
- Günther Gerstenberg: Hiebe, Liebe und Proteste – München 1968 Einige Schlaglichter und Kommentare zur gleichnamigen Ausstellung im Münchner Gewerkschaftshaus. Ingolstadt 1991, OCLC 249542310.
- Ludwig Eiber, Bernward Anton, Wolfgang Kučera: Arbeiterbewegung und Erster Weltkrieg, Eine Ausstellung des Archivs der Münchner Arbeiterbewegung, der Projektgruppe Erster Weltkrieg, Katalogheft. Archiv der Münchner Arbeiterbewegung, München 2015, OCLC 957065899.
- Christina Eibner, Ludwig Eibner: „Hosgeldiniz“ Türkische Kolleginnen und Kollegen – Fotoausstellung des Archivs der Münchner Arbeiterbewegung, Katalogheft. Archiv der Münchner Arbeiterbewegung, München 2016, OCLC 975228072.
- Felix Bellaire: „Freundliche Grüße und Shalom!“ Gewerkschaftlicher Austausch zwischen dem DGB Bayern und der israelischen Histadrut Region Negev/Beer Sheva. Archiv der Münchner Arbeiterbewegung, München 2017, OCLC 1027190086.

### Schriftenreihe des Archivs der Münchner Arbeiterbewegung
- Gerald Engasser: Krauss-Maffai: Lebenslauf einer Münchner Fabrik und ihrer Belegschaft (= Schriftenreihe des Archivs der Münchner Arbeiterbewegung. Band 1). 3K-Verlag, Kösching 1988, OCLC 21292881.
- Thomas Öchsner: Wenn gleich nicht ganz gelungen, Der Streik mit vollem Rechte... Geschichte der Arbeitskämpfe in München von der Gewerbefreiheit (1868) bis zum Ende des Sozialistengesetzes (1890) (= Schriftenreihe des Archivs der Münchner Arbeiterbewegung. Band 2). Archiv der Münchner Arbeiterbewegung, Ingolstadt 1992, ISBN 3-9802831-2-7.
- Bernhard Schoßig: Ein Museum der Arbeit für München? (= Schriftenreihe des Archivs der Münchner Arbeiterbewegung. Band 3). Panther-Verl. Tietmann, Ingolstadt/München 1993, ISBN 978-3-9802831-4-4.
- Ursula Brunner: Kaukasus: Die Geschichte der Ersten Deutschen Arbeiter-Kaukasus-Expedition 1932. Münchner und Dresdner Bergsteiger in der Sowjetunion (= Schriftenreihe des Archivs der Münchner Arbeiterbewegung. Band 4). Buchendorfer Verlag, München 2002, DNB 964075237.

### Münchner Skizzen
- Michael Kühn: Das erste Münchner Arbeitersekretariat von der Gründung bis 1914 (= Münchner Skizzen. Band 1). DGB-Bildungswerk Bayern, München 1997, DNB 979015782.
- Günther Gerstenberg: Trümmer, Hunger, Solidarität, Gewerkschaften in München 1945 bis 1950 (= Münchner Skizzen. Band 2). DGB-Bildungswerk Bayern, München 1997, DNB 979015863.
- Hubert Schütz: Ewald Thunig 1897 bis 1991. Ein Leben für die Arbeiterbewegung (= Münchner Skizzen. Band 3). DGB-Bildungswerk Bayern, München 1997, DNB 979016029.
- Linda Schneider: Mit uns zieht die neue Zeit! Die Geschichte der Gewerkschaftsjugend in München (= Münchner Skizzen. Band 4). DGB-Bildungswerk Bayern, München 1997, DNB 979016509.
- Günther Gerstenberg: Eine rote Burg des Proletariats. Das alte Gewerkschaftshaus in der Pestalozzistraße (= Münchner Skizzen. Band 5). DGB-Bildungswerk, Kreis München, München 1997, DNB 979016096.
- Claudia Brunner: „Wir sind wieder wer!“ Gewerkschaften in der Nachkriegszeit (= Münchner Skizzen. Band 6). DGB-Bildungswerk Bayern, München 1997, DNB 979016258.
- Wolf-Dieter Krämer: alltag – arbeitswelt – schluckbeschwerden. Werkkreis Literatur der Arbeitswelt . Werkstatt München (= Münchner Skizzen. Band 7). DGB-Bildungswerk Bayern, München 1997, DNB 979016827.
- Ingelore Pilwousek (Hrsg.): In der vereinten Kraft muß unserer Stärke liegen. Münchner Gewerkschafterinnen erzählen aus ihrem Leben (= Münchner Skizzen. Band 8). DGB-Bildungswerk Bayern, München 1997, DNB 979016622.
- Georg Ledig (Hrsg.): Mit ganzer Kraft für den Erfolg. Münchner Gewerkschafter berichten aus ihrem Leben (= Münchner Skizzen. Band 9). DGB-Bildungswerk Bayern, München 1997, DNB 97901669X.
- Georg Ledig (Hrsg.): Das Ende von Weimar. Artikel aus dem „Freien Gewerkschafter“ Mitteilungsblatt des ADGB München 1997 (= Münchner Skizzen. Band 10). DGB-Bildungswerk Bayern, München 1997, DNB 979016886.
- Konrad Kittl, Rolf Eckart: Vom Sozialstaat zum Wirtschaftsstandort oder Betriebswirtschaft contra Grundgesetz: Grenzenlos. Hemmungslos. Eine Kritik des Neoliberalismus (= Münchner Skizzen. Band 11). Archiv der Münchner Arbeiterbewegung, München 1997, DNB 978780655.
- Günther Gerstenberg: Rosa Aschenbrenner – ein Leben für die Politik (= Münchner Skizzen. Band 12). Archiv der Münchner Arbeiterbewegung, München 1998, DNB 97878054X.
- Wolf-Dieter Krämer, Wolfgang Kučera: Metaller-Streik 1995 bei der Firma Wacker-Werke (= Münchner Skizzen. Band 13). Geest-Verlag, Ahlhorn 2001, OCLC 163478962.
- Michael Schwab: Alle Kraft für den Aufbau : Gewerkschaften in München 1945/46 (= Münchner Skizzen. Band 14). Archiv der Münchner Arbeiterbewegung, München 2021, ISBN 978-3-00-068962-8.